# Joseph Weill
Joseph Weill (* 3. Juli 1902 in Buchsweiler, Elsaß-Lothringen, heute Bouxwiller, Département Bas-Rhin; ✡ 11. März 1988 in Montfaucon, Département Doubs) war ein französischer Mediziner und Widerstandskämpfer. Er spielte eine wichtige Rolle im Kampf gegen Antisemitismus und den Holocaust.

## Leben
Er wurde als viertes Kind des Rabbiners Ernest Weill und seiner Frau Clémentine geboren. Zu Hause sprach man Französisch, sehr ungewöhnlich im Elsass, das bis 1918 zum Deutschen Reich gehörte. Sein Vater vermittelte ihm profunde Kenntnisse des Judentums. Er erlebte die Ankunft der Juden aus Osteuropa, die vor den Pogromen flohen. Er begann ein Studium der Medizin an der Universität Straßburg, zum Schluss seines Studiums war Léon Blum (keine Verbindung mit dem gleichnamigen Politiker) sein Lehrer. 1928 heiratete er Irène Schwab, die auch aus einer jüdischen Familie stammte. Da die Schwabs einer liberalen Gemeinde angehörten, weigerte sich Weills Vater, die Trauung durchzuführen, ein befreundeter Rabbiner nahm die Zeremonie vor. Das Ehepaar hatte drei Kinder. Nach dem Tod von Léon Blum erkannte Weill, dass er wegen des aufkommenden Antisemitismus keine Zukunft an der Universität hatte und begann als niedergelassener Arzt zu praktizieren. Gleichzeitig wurde er Belegarzt in der Klinik Sainte-Anne in Robertsau (Straßburg). 
Mit Kriegsbeginn 1940 wurde er, wie die meisten Bewohner des Elsass, nach Westfrankreich in die Dordogne evakuiert. Er ließ sich in dem Dorf Terrasson, heute Terrasson-Lavilledieu, nieder. 1943 wurde er benachrichtigt, dass die Gestapo nach ihm suchte, er floh mit seiner Familie in die Schweiz und blieb in Genf bis zum Endes des Zweiten Weltkriegs. Danach zog er nach Paris und nahm seine Arbeit als Arzt wieder auf. Nach zwei Jahren zog er nach Straßburg zurück in das historische ESCA Haus am Ufer der Ill. Neben seiner medizinischen Tätigkeit wurde er auch Präsident des Konsistoriums des Département Bas-Rhin und empfing in dieser Funktion z. B. René Coty und Charles de Gaulle. Schließlich gab er seine Praxis auf und weil ihn seine Patienten bestürmten, sie weiterzubehandeln, zog er in die Nähe von Besançon, wo er auch starb.

## Kampf gegen Antisemitismus und Holocaust
Mit dem Aufkommen des Nationalsozialismus in Deutschland wurde der Antisemitismus auch im Elsass stärker. Als Elsässer war Weill in der Lage, Hitlers Mein Kampf im Original zu lesen. Er erkannt die Bedrohung, die in Hitlers Thesen lag. Nach 1933 flohen viele Juden aus Deutschland nach Frankreich. Zusammen mit Andrée Salomon und dem Rabbiner Renée Hirschler gründete er Organisationen, die die Geflohenen empfingen und versorgten. Daraus wurde 1937 das Œuvre de secours aux enfants (OSE, Werk zur Rettung der Kinder). Auch in der Dordogne unterstützte er diese Organisation, die sich auch um Flüchtlinge aus Spanien kümmerte. Er lernte den Arzt Gaston Levy, der auch aus Straßburg stammte, kennen und zusammen arbeiteten für das OSE. 1940 deportierten die Deutschen ca. 6600 Juden aus Südwestdeutschland nach West-Frankreich in die Lager Gurs und Rivesaltes. Auch hier half er mit, die Hilfe für die Internierten zu organisieren. Nach 1940 schlossen sich Hilfsorganisationen zum Comité de Nîmes zusammen, auch unterstützt von amerikanischen Organisationen wie den Quäkern. Ein wichtiges Ziel war es, Kinder aus den Lagern in Sicherheit zu bringen, z. B. in die USA und die Schweiz. 1943 musste er selbst fliehen (s. o.). Sein Name steht in der Liste der Opfer des Holocausts: Yad Vashem - The World Holocaust Remembrance Center.